# Psaume 80 (79)

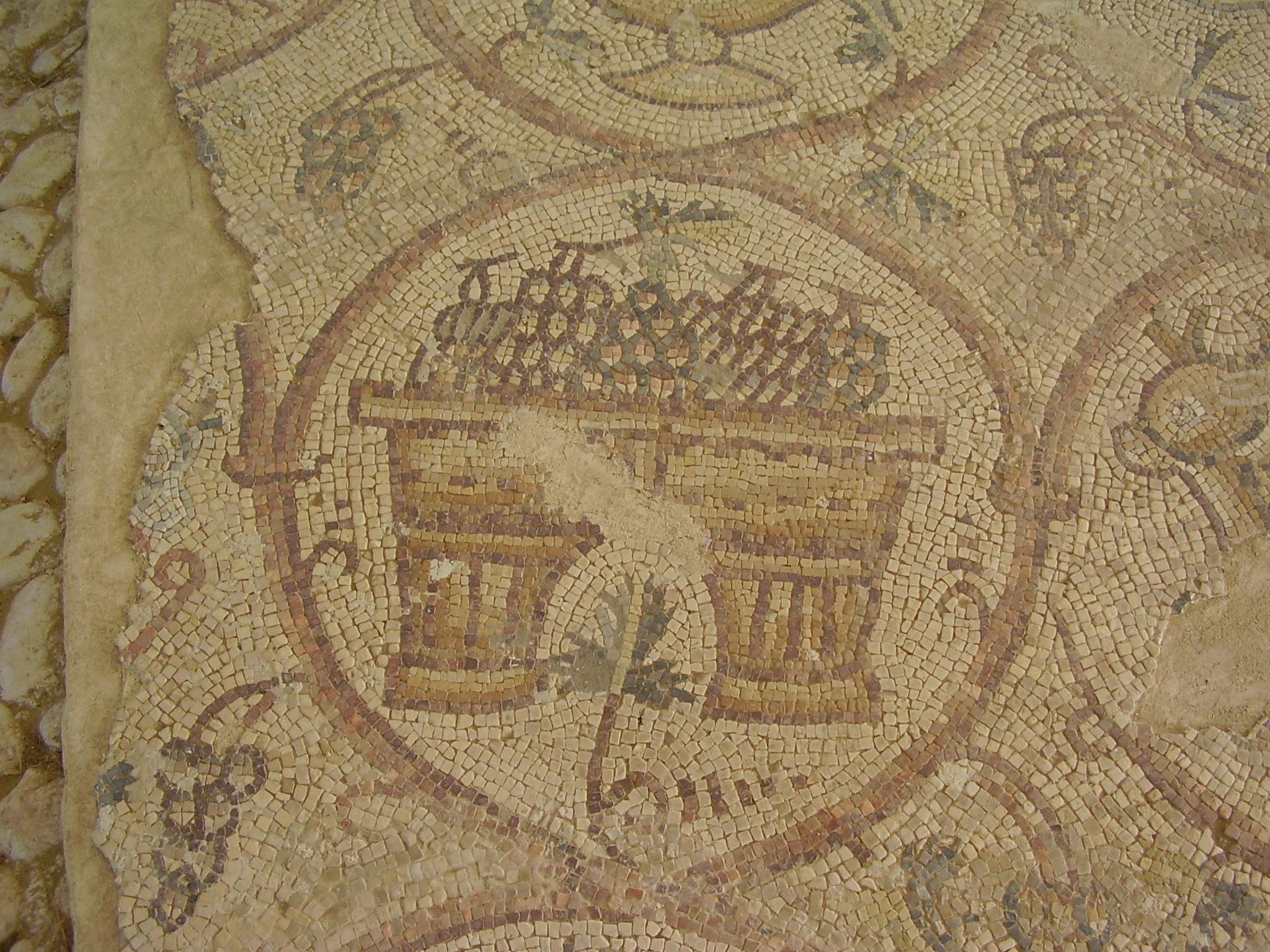
Représentation d’une grappe de raisin dans une synagogue antique, dans l'ouest du Néguev

Le psaume 80 (79 selon la numérotation grecque) est l’un des rares psaumes attribués à Asaph. L’un des thèmes dominants est singulier parmi les psaumes : la comparaison du peuple d'Israël à une vigne.

## Texte
| verset | original hébreu                                            | traduction française de Louis Segond | Vulgate latine                                                                                 |
| ------ | ---------------------------------------------------------- | --- | ---------------------------------------------------------------------------------------------- |
| 1      | לַמְנַצֵּחַ אֶל-שֹׁשַׁנִּים; עֵדוּת לְאָסָף מִזְמוֹר                            | [Au chef des chantres. Sur les lis lyriques. D’Asaph. Psaume.]                                                                              | [In finem pro his qui commutabuntur testimonium Asaph psalmus]                                 |
| 2      | רֹעֵה יִשְׂרָאֵל, הַאֲזִינָה-- נֹהֵג כַּצֹּאן יוֹסֵף;יֹשֵׁב הַכְּרוּבִים הוֹפִיעָה       | Prête l’oreille, berger d’Israël, toi qui conduis Joseph comme un troupeau ! Parais dans ta splendeur, toi qui es assis sur les chérubins ! | Qui regis Israhel intende qui deducis tamquam oves Ioseph qui sedes super cherubin manifestare |
| 3      | לִפְנֵי אֶפְרַיִם, וּבִנְיָמִן וּמְנַשֶּׁה-- עוֹרְרָה אֶת-גְּבוּרָתֶךָ;וּלְכָה לִישֻׁעָתָה לָּנוּ | Devant Éphraïm, Benjamin et Manassé, réveille ta force, et viens à notre secours !                                                          | Coram Effraim et Beniamin et Manasse excita potentiam tuam et veni ut salvos facias nos        |
| 4      | אֱלֹהִים הֲשִׁיבֵנוּ; וְהָאֵר פָּנֶיךָ, וְנִוָּשֵׁעָה                            | Ô Dieu, relève-nous ! Fais briller ta face, et nous serons sauvés !                                                                         | Deus converte nos et ostende faciem tuam et salvi erimus                                       |
| 5      | יְהוָה אֱלֹהִים צְבָאוֹת-- עַד-מָתַי עָשַׁנְתָּ, בִּתְפִלַּת עַמֶּךָ                  | Éternel, Dieu des armées ! Jusques à quand t’irriteras-tu contre la prière de ton peuple ?                                                  | Domine Deus virtutum quousque irasceris super orationem servi tui                              |
| 6      | הֶאֱכַלְתָּם, לֶחֶם דִּמְעָה; וַתַּשְׁקֵמוֹ, בִּדְמָעוֹת שָׁלִישׁ                      | Tu les nourris d’un pain de larmes. Tu les abreuves de larmes à pleine mesure.                                                              | Cibabis nos pane lacrimarum et potum dabis nobis in lacrimis in mensura                        |
| 7      | תְּשִׂימֵנוּ מָדוֹן, לִשְׁכֵנֵינוּ; וְאֹיְבֵינוּ, יִלְעֲגוּ-לָמוֹ                   | Tu fais de nous un objet de discorde pour nos voisins, et nos ennemis se raillent de nous.                                                  | Posuisti nos in contradictionem vicinis nostris et inimici nostri subsannaverunt nos           |
| 8      | אֱלֹהִים צְבָאוֹת הֲשִׁיבֵנוּ; וְהָאֵר פָּנֶיךָ, וְנִוָּשֵׁעָה                      | Dieu des armées, relève-nous ! Fais briller ta face, et nous serons sauvés !                                                                | Deus virtutum converte nos et ostende faciem tuam et salvi erimus                              |
| 9      | גֶּפֶן, מִמִּצְרַיִם תַּסִּיעַ; תְּגָרֵשׁ גּוֹיִם, וַתִּטָּעֶהָ                         | Tu avais arraché de l’Égypte une vigne ; tu as chassé des nations, et tu l’as plantée.                                                      | Vineam de Aegypto transtulisti eiecisti gentes et plantasti eam                                |
| 10     | פִּנִּיתָ לְפָנֶיהָ; וַתַּשְׁרֵשׁ שָׁרָשֶׁיהָ, וַתְּמַלֵּא-אָרֶץ                         | Tu as fait place devant elle : elle a jeté des racines et rempli la terre ;                                                                 | Dux itineris fuisti in conspectu eius et plantasti radices eius et implevit terram             |
| 11     | כָּסּוּ הָרִים צִלָּהּ; וַעֲנָפֶיהָ, אַרְזֵי-אֵל                              | Les montagnes étaient couvertes de son ombre, et ses rameaux étaient comme des cèdres de Dieu ;                                             | Operuit montes umbra eius et arbusta eius cedros Dei                                           |
| 12     | תְּשַׁלַּח קְצִירֶהָ עַד-יָם; וְאֶל-נָהָר, יוֹנְקוֹתֶיהָ                        | Elle étendait ses branches jusqu’à la mer, et ses rejetons jusqu’au fleuve.                                                                 | Extendit palmites suos usque ad mare et usque ad Flumen propagines eius                        |
| 13     | לָמָּה, פָּרַצְתָּ גְדֵרֶיהָ; וְאָרוּהָ, כָּל-עֹבְרֵי דָרֶךְ                        | Pourquoi as-tu rompu ses clôtures, en sorte que tous les passants la dépouillent ?                                                          | Ut quid destruxisti maceriam eius et vindemiant eam omnes qui praetergrediuntur viam           |
| 14     | יְכַרְסְמֶנָּה חֲזִיר מִיָּעַר; וְזִיז שָׂדַי יִרְעֶנָּה                          | Le sanglier de la forêt la ronge, et les bêtes des champs en font leur pâture.                                                              | Exterminavit eam aper de silva et singularis ferus depastus est eam                            |
| 15     | אֱלֹהִים צְבָאוֹת, שׁוּב-נָא:הַבֵּט מִשָּׁמַיִם וּרְאֵה; וּפְקֹד, גֶּפֶן זֹאת          | Dieu des armées, reviens donc ! Regarde du haut des cieux, et vois ! considère cette vigne !                                                | Deus virtutum convertere respice de caelo et vide et visita vineam istam                       |
| 16     | וְכַנָּה, אֲשֶׁר-נָטְעָה יְמִינֶךָ; וְעַל-בֵּן, אִמַּצְתָּה לָּךְ                     | Protège ce que ta droite a planté, et le fils que tu t’es choisi !...                                                                       | Et perfice eam quam plantavit dextera tua et super filium quem confirmasti tibi                |
| 17     | שְׂרֻפָה בָאֵשׁ כְּסוּחָה; מִגַּעֲרַת פָּנֶיךָ יֹאבֵדוּ                           | Elle est brûlée par le feu, elle est coupée ! Ils périssent devant ta face menaçante.                                                       | Incensa igni et suffossa ab increpatione vultus tui peribunt                                   |
| 18     | תְּהִי-יָדְךָ, עַל-אִישׁ יְמִינֶךָ; עַל-בֶּן-אָדָם, אִמַּצְתָּ לָּךְ                  | Que ta main soit sur l’homme de ta droite, sur le fils de l’homme que tu t’es choisi !                                                      | Fiat manus tua super virum dexterae tuae et super filium hominis quem confirmasti tibi         |
| 19     | וְלֹא-נָסוֹג מִמֶּךָּ; תְּחַיֵּנוּ, וּבְשִׁמְךָ נִקְרָא                            | Et nous ne nous éloignerons plus de toi. Fais-nous revivre, et nous invoquerons ton nom.                                                    | Et non discedimus a te vivificabis nos et nomen tuum invocabimus                               |
| 20     | יְהוָה אֱלֹהִים צְבָאוֹת הֲשִׁיבֵנוּ; הָאֵר פָּנֶיךָ, וְנִוָּשֵׁעָה                  | Éternel, Dieu des armées, relève-nous ! Fais briller ta face, et nous serons sauvés !                                                       | Domine Deus virtutum converte nos et ostende faciem tuam et salvi erimus                       |

## Usages liturgiques

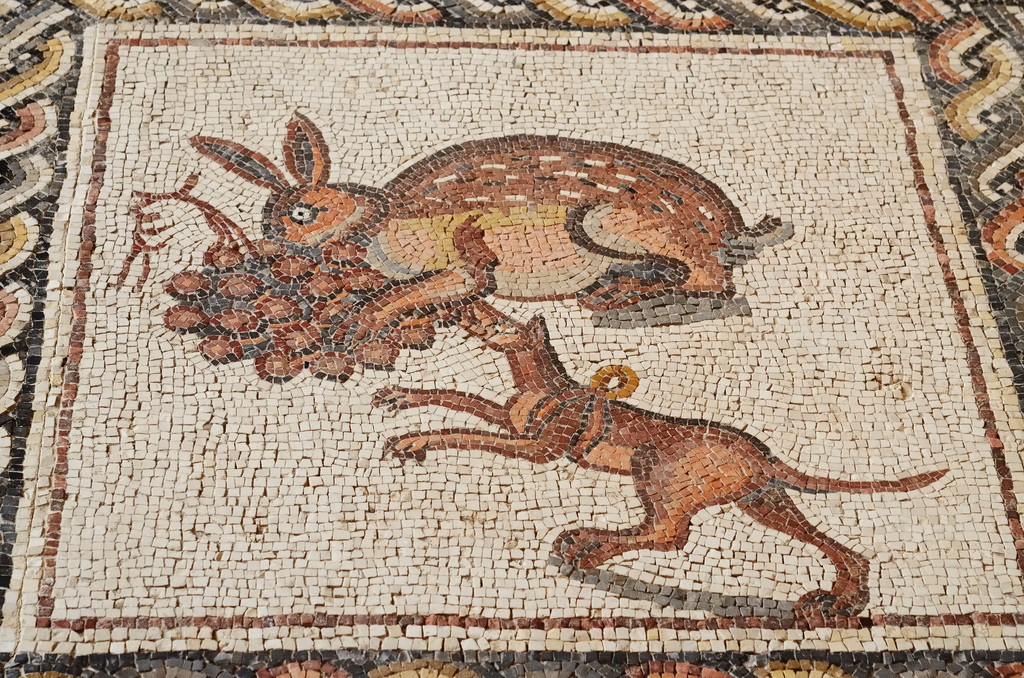
Mosaïque romaine illustrant le psaume 80, à Lod en Israël.

### Dans le judaïsme
Dans certaines traditions, le psaume 80 est récité le troisième jour de pessah, la pâque juive, ou le deuxième jour de souccot.

### Dans le christianisme

#### Chez les catholiques
Auprès des abbayes, ce psaume était traditionnellement exécuté lors de l'office de matines du jeudi, après que saint Benoît de Nursie distribua tous les psaumes, vers 530,.
Au regard de la liturgie des Heures, le psaume 80 est chanté ou récité aux laudes du jeudi de la deuxième semaine et à l’office du milieu du jour le jeudi de la troisième semaine.

## Mise en musique
- En 1928, Albert Roussel compose une œuvre chorale basée sur une version anglaise du texte : Psaume LXXX[9].